# 1993 VB2
1993 VB2 är en asteroid i huvudbältet som upptäcktes den 11 november 1993 av de båda japanska astronomerna Seiji Ueda och Hiroshi Kaneda i Kushiro.
Asteroiden har en diameter på ungefär 4 kilometer.